# Chaos Crags
Con Chaos Crags (letteralmente: "Dirupi del caos") si fa riferimento al gruppo più giovane di duomi di lava presente nel parco nazionale vulcanico di Lassen, nella California settentrionale (USA), essendosi formati in cinque strutture laviche di dacite 1100-1000 anni fa. Il raggruppamento di duomi è localizzato a nord del Lassen Peak.
Dalla base dei dirupi ed estendendosi verso l'angolo nord-ovest del parco si trovano i Chaos Jumbles ("Guazzabugli del caos"), ovvero una fredda valanga di roccia che erose alla base il versante nord-ovest di Chaos Crags 300 anni fa. "Galleggiando" su una frana di grande movimento (vedi Sturzstrom), i detriti di roccia viaggiarono a circa 160 km/h, spazzando via la foresta situata dinanzi ad essi e generando una diga sul torrente Manzanita, la quale originò il lago oggi visibile.
Nel 1974, il National Park Service accolse il consiglio della United States Geological Survey (USGS) e chiuse il centro visitatori e gli alloggi presso il lago Manzanita. L'ente affermava che questi edifici si sarebbero trovati sulla strada di una frana proveniente dai Chaos Crags in caso di terremoto o eruzione vulcanica verificatasi nell'area.
Nel 2011, venti capanne prefabbricate furono reinstallate nel campeggio del lago Manzanita. Si concluse infatti negli anni 1980 che il pericolo della frana era stato sopravvalutato dall'USGS, e perciò le capanne furono reintrodotte nel parco per essere affittate di notte.

## Geografia
I Chaos Crags fanno parte del segmento più meridionale della catena delle Cascate nella California settentrionale. Situati nell'angolo nord-ovest del parco nazionale vulcanico di Lassen, nella contea di Shasta, distano 3,2 km da Lassen Peak, localizzato più a sud, e hanno un'altitudine di 2.575 m circa. L'area della zona protetta è inoltre circondata dalla foresta nazionale di Lassen, che si estende per 4.900 km². Le città vicine includono Mineral, nella contea di Tehama, e Viola, nella contea di Shasta.
Alla base del gruppo montuoso, ogni anno si genera un lago temporaneo. Conosciuto come lago di Crags o Chaos Crater, la sua formazione avviene in una depressione che funge da bacino per raccogliere la neve sciolta durante la stagione primaverile. Il lago fa registrare temperature miti vicino alle rive, diventando invece più freddo vicino al suo centro: di solito, si prosciuga entro la fine di agosto.

### Geologia

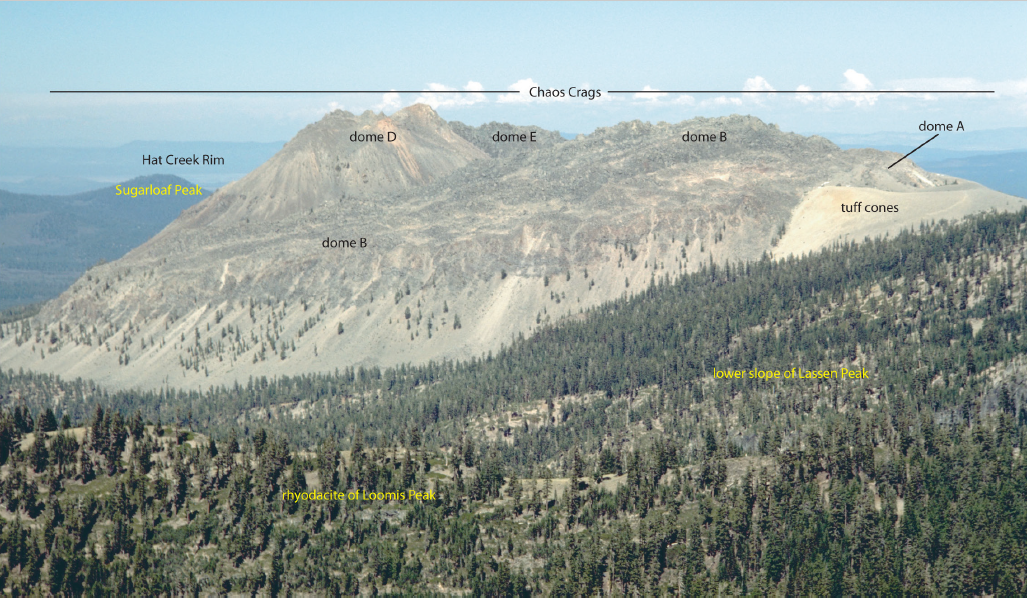
I sei duomi di lava riodacite delle Chaos Crags: C e F si trovano dietro a D ed E

Tra i 385.000 e i 315.000 anni fa, l'attività vulcanica nel complesso vulcanico di Lassen virò nettamente dalla formazione di stratovulcani andesitico a duomi di lava composti di dacite. Tali eruzioni originarono il campo del duomo di Lassen, distribuito al di sotto di una coppia di località distinte. La prima, nota come vette di Bumpass, risale a 300.000-190.000 anni fa, mentre la più giovane, Eagle Peak, è di circa 70.000 anni fa. Le colate di lava andesitiche gettarono le fondamenta più antiche dei Twin Lakes 315.000 anni fa, mentre le maggiormente recenti risalgono a un arco temporale compreso fra i 240.000 anni e i 90.000 anni fa. A partire da 190.000 anni or sono, le eruzioni cessarono nel centro vulcanico di Lassen per 100.000 anni. Il magma dacitico al centro di Lassen variò nel corso del tempo da femico (ovvero ricco di magnesio e ferro) a silicico (ingente quantità di biossido di silicio), con duomi di lava i quali presentano fenocristalli felsici (intrisi di feldspato e quarzo). Alcuni cristalli dacitici vennero parzialmente riassorbiti a causa della miscelazione di caldo magma mafico con la controparte dacitica fredda:  un simile evento, unito al sottoraffreddamento del magma misto, portò alla variazione in termini percentuali dei fenocristalli presenti nei diversi duomi. Tutte e tre i sottogruppi sopraccitati — Bumpass, Eagle Peak e Twin Lakes — si originarono grazie al
procedimento appena esposto, dando vita ad un aspetto e a una composizione chimica eterogenei. In virtù di siffatte premesse, si comprende perché le lave possano presentarsi con caratteristiche più o meno simili a seconda delle eruzioni. Quella che diede vita ai Chaos Crags consisteva in oltre il 90% di miscele miste di magma, dunque verosimilmente frutto dell'interazione di magmi felsici e femici.
Il gruppo di Eagle Peak, il quale accorpa i Chaos Crags, consiste di sette duomi di lava e colate sovente formate da dacite e riodacite, oltre che contraddistinte da esplosioni di roccia piroclastica. I Chaos Crags contano cinque piccoli duomi di lava, in riodacite, che si estendono fino al bordo occidentale della caldera del monte Tehama. La parte meno longeva del complesso vulcanico di Lassen, così come le sommità più giovani nel gruppo di Eagle Peak, svettano di circa 550 m sopra l'ambiente circostante. Al di sopra di queste ultime, non si rintraccia alcun cratere sommitale.
I duomi cominciarono a conformarsi circa 1.100 anni fa, innescando dapprima esplosioni delle aperture già presenti, poi vigorose eruzioni esplosive di pomice e cenere seguite da eruzioni effusive. Ciò creò edifici instabili, parzialmente collassati e sommersi da flussi piroclastici, con un processo simile a quanto si verificò presso i crateri Mono-Inyo, situati nella California orientale. Due dei flussi piroclastici si depositarono come un unico blocco, tanto che la pomice cadde in quantità così ingenti da generare un cono di tufo all'estremità settentrionale delle Falesie; al contempo, assunse le sembianze odierne il duomo di lava A, con il magma nel condotto eruttivo che, una volta raffreddatosi, tappò il canale eruttivo. I pinnacoli da B a F si formarono seguendo l'ordine alfabetico attribuitogli, anche se la loro età esatta rimane poco chiara. In atto tra 1125 e 1060 anni fa, tale fase eruttiva somigliò a quanto si registrò presso il Lassen Peak nel 1915, malgrado l'eruzione delle Chaos Crag generarono una magnitudo 100 volte maggiore, con un volume di fuoriuscita di 1,4 km³. Le eruzioni originarono altresì un cono di tefra, unito a due flussi piroclastici, che generarono un volume di circa 0,15 km³. In origine, si formarono sei sommità, anche se dopo 70 anni di quiescenza una andò distrutta da una violenta eruzione che produsse un flusso piroclastico e depositi di tefra ammirabili anche presso il lago Manzanita e Lost Creeks. Delle cinque cupole rimanenti, due hanno avuto frane alle loro cupole. Le eruzioni che conformarono l'apice delle Chaos Crags, assieme a quella del Cinder Cone e al ciclo del 1914-1921 del Lassen Peak, costituiscono l'unico esempio di attività accaduta nell'Olocene compresa nel complesso vulcanico di Lassen. L'evento che avrebbe conferito ai Chaos Crags le attuali sembianze potrebbe essere stato alimentato dallo stesso serbatoio di magma contenente cristalli del 25.000 a.C. e dalle eruzioni del 1914-1921 a Lassen Peak, come emergerebbe dagli studi sulla datazione, sulla composizione e sulla colorazione degli zirconi ritrovati oltre che dei fenocristalli. Si può verosimilmente ritenere che la camera espulse il vecchio magma raffreddatosi migliaia di anni in precedenza.
A differenza del Lassen Peak, che è stato alterato dai ghiacciai, i Chaos Crags non vennero intaccati dall'erosione: le loro superfici rimangono dunque caratterizzate da affilate sporgenze.

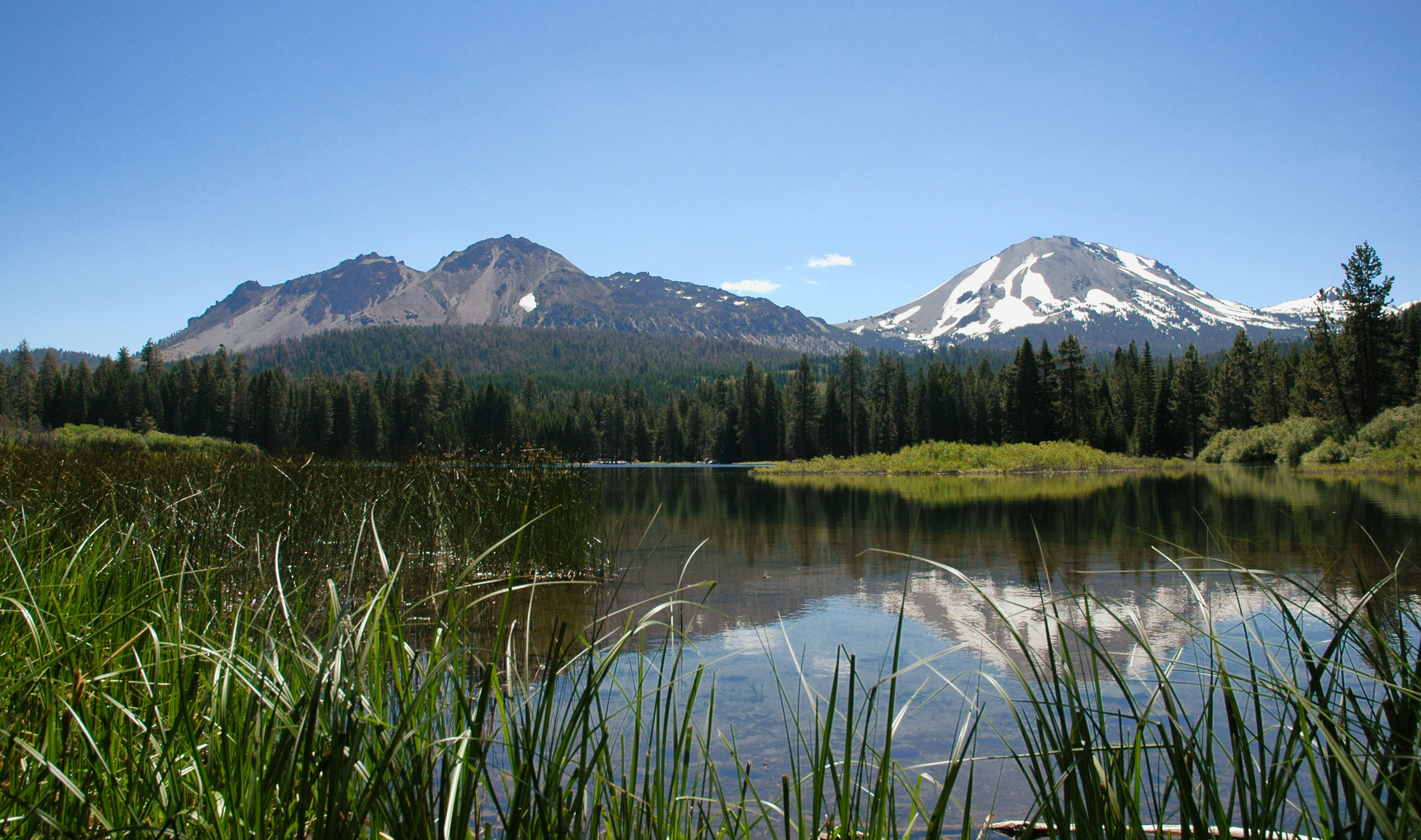
Chaos Crags e Lassen Peak come visibili dal lago Manzanita

A differenza della roccia piroclastica vescicolare e afirica presente presso i vicini monti Glass e il Little Glass, i depositi di lava dei Chaos Crags risultano porfiritici, con valori medi di vescicolarità intorno al 30% e una forma delle stesse perlopiù ovale. La pomice dell'eruzione fa registrare un alto contenuto di fenocristalli, con discrete percentuali di plagioclasio, orneblenda, biotite, quarzo e magnetite.
La vetta F, l'ultima a formarsi, è costituita da riodacite porfirica, con orneblenda e biotite. I depositi di lava sono densi e appaiono di colore bianco, grigio chiaro o medio e trame da vetrose a devitrificate. La presenza di quarzo, in particolare di cristalli attorniati da pirosseno, con qualche olivina e xenolite calcica, si dimostra comune. La vetta E, seconda per minore longevità solo alla F, vede depositi non stratificati con rocce fini e granulari distribuite in blocchi con lunghezze fino a 2 m: di queste, le più grandi hanno fratture interne evidenti. I pinnacoli D, C e A si contraddistinguono per composizioni estremamente simili alla F, mentre la B, malgrado la somiglianza, fa registrare anche depositi di pomice e lasciti di eruzioni femiche. Presso la E e la D, testimoni di crolli parziali che ne hanno intaccato l'aspetto originale, si rinvengono inoltre blocchi di astragalo grandi in lunghezza 4 m. Dei tre distinti depositi di flusso piroclastico visibili, uno di essi si trova sotto il complesso di creste B e sopra la cupola A, presentandosi sotto forma di pomice grossolana di un colore bianco o grigio. Gli altri due depositi, affluiti come un unico blocco, si assomigliano molto, presentano fini blocchi di pomice colorati in varie sfumature che vanno dal grigio al giallo e sulla sommità delle rocce appaiono rosa. Un elemento interessante che rintraccia presso A è il legno carbonizzato, risalente secondo le ricerche scientifica a circa 1.125 ± 15 anni.

#### Chaos Jumbles

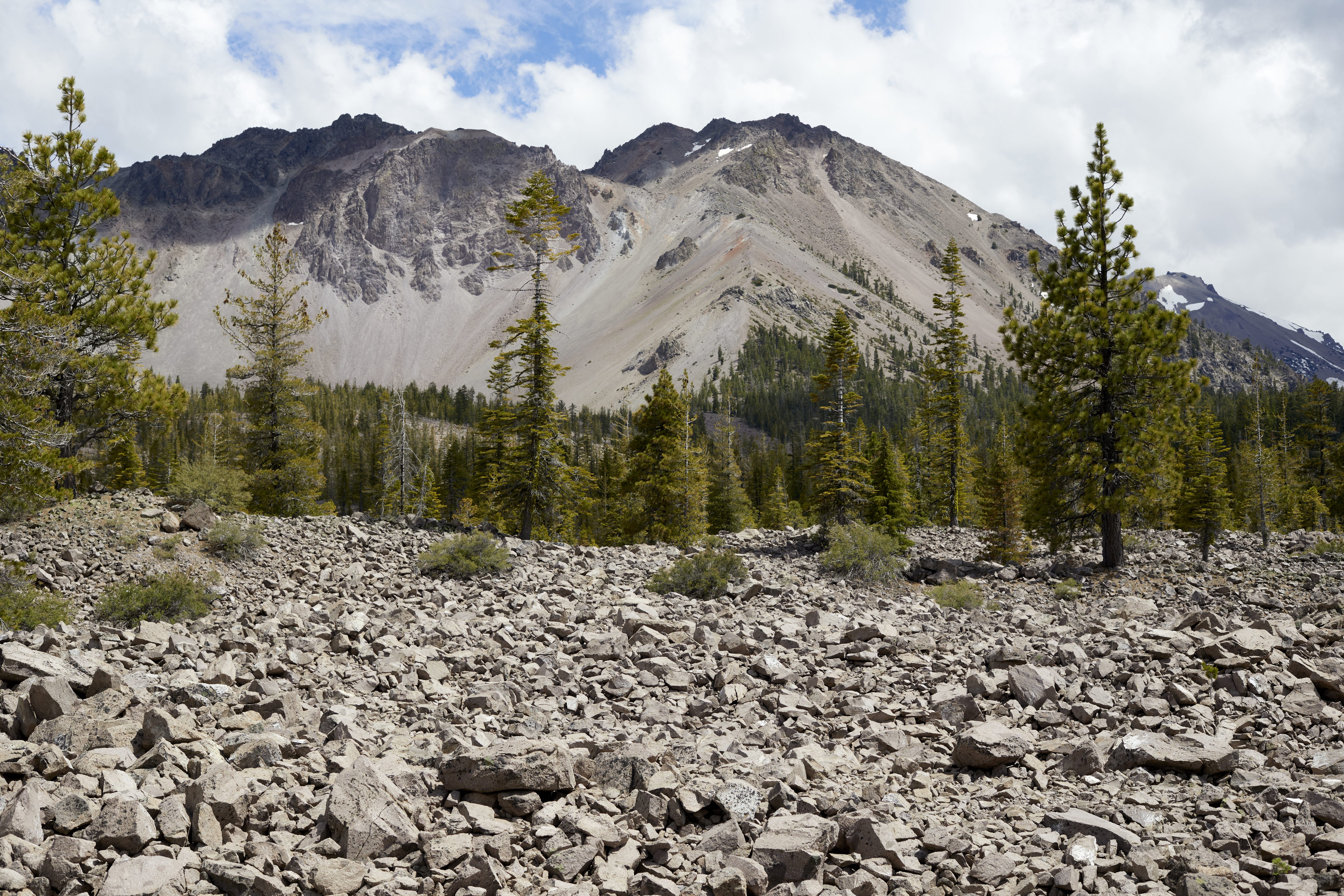
I Chaos Crags e i Chaos Jumbles in primo piano

Circa 350 anni fa, una delle vette dei Chaos Crags crollò e generò i Chaos Jumbles, un'area in cui tre enormi frane in rapida successione spazzarono via quanto vi era prima e percorsero fino a 6,4 km lungo le pendici della cresta montuosa. La causa che mise in moto un simile dirompente fenomeno rimane incerta, ma potrebbe essersi trattato di un terremoto. Il più grande smottamento si spostò di 120 m in direzione della vicina Table Mountain, deviando poi verso ovest. Muovendosi alla velocità di 160 km/h, la frana procedette rallentando con molta lentezza e permise la formazione dei Jumbles su una superficie di 12 km² di blocchi vulcanici, causando altresì la formazione del lago Manzanita arginando il torrente precedente. La caduta di massi impedì lo sviluppo del suolo e la crescita degli alberi nell'area delle Chaos Jumbles, rendendolo più lento rispetto alla cosiddetta Devastated Area, vicino a Lassen Peak.
I depositi dei Chaos Jumbles dalla vetta crollata sono costituiti da detriti lobati, non stratificati, da grossolani a fini, con blocchi che raggiungono larghezze di 5 m. I detriti includono blocchi di lava riodacite rosa e ossidata, con rari blocchi grigi con giunti prismatici e depositi di andesite giunti dal monte Tehama.

### Rischi potenziali e monitoraggio
In un rapporto del 1974 della United States Geological Survey
(USGS), i ricercatori hanno osservato che "alcuni degli eventi geologici più catastrofici del recente passato sono stati causati direttamente o indirettamente dal vulcanismo nel sito delle Chaos Crags". Colate piroclastiche e valanghe dalla formazione raggiunsero aree oggi comprese nei dintorni strutture del centro visitatori del lago Manzanita. Qualora i Chaos Crags riprendessero l'attività, sarebbe possibile ammirare eruzioni di pomice, colate piroclastiche o imprevedibili smottamenti più o meno gravi, anche se l'impatto per la vita umana risulterebbe limitato nello scenario in cui l'area circostante fosse evacuata con celerità. Questi flussi piroclastici potrebbero in teoria raggiungere le regioni che circondano direttamente il cratere vulcanico eruttivo spargendosi per almeno 15 km nei vicini fondovalle. L'estensione dei depositi di tefra dipenderebbe dalla forza e dalla direzione del vento, ma data la natura improvvisa delle frane-valanghe, essi si rivelerebbero più pericolosi delle colate piroclastiche o della tefra, poiché potrebbero verificarsi senza preavviso, mettendo seriamente a rischio ogni essere vivente nel raggio di 5 km.
I Chaos Crags sono monitorate con costanza dalla USGS per mezzo di ricevitori GPS installati in zona allo scopo di monitorare la deformazione all'interno del parco vulcanico di Lassen dal 2008. I 13 sismometri nelle vicinanze, installati per la prima volta nel 1976 e da allora aggiornati ogni decennio, rilevano continuamente i terremoti all'interno della zona.

### Ecologia

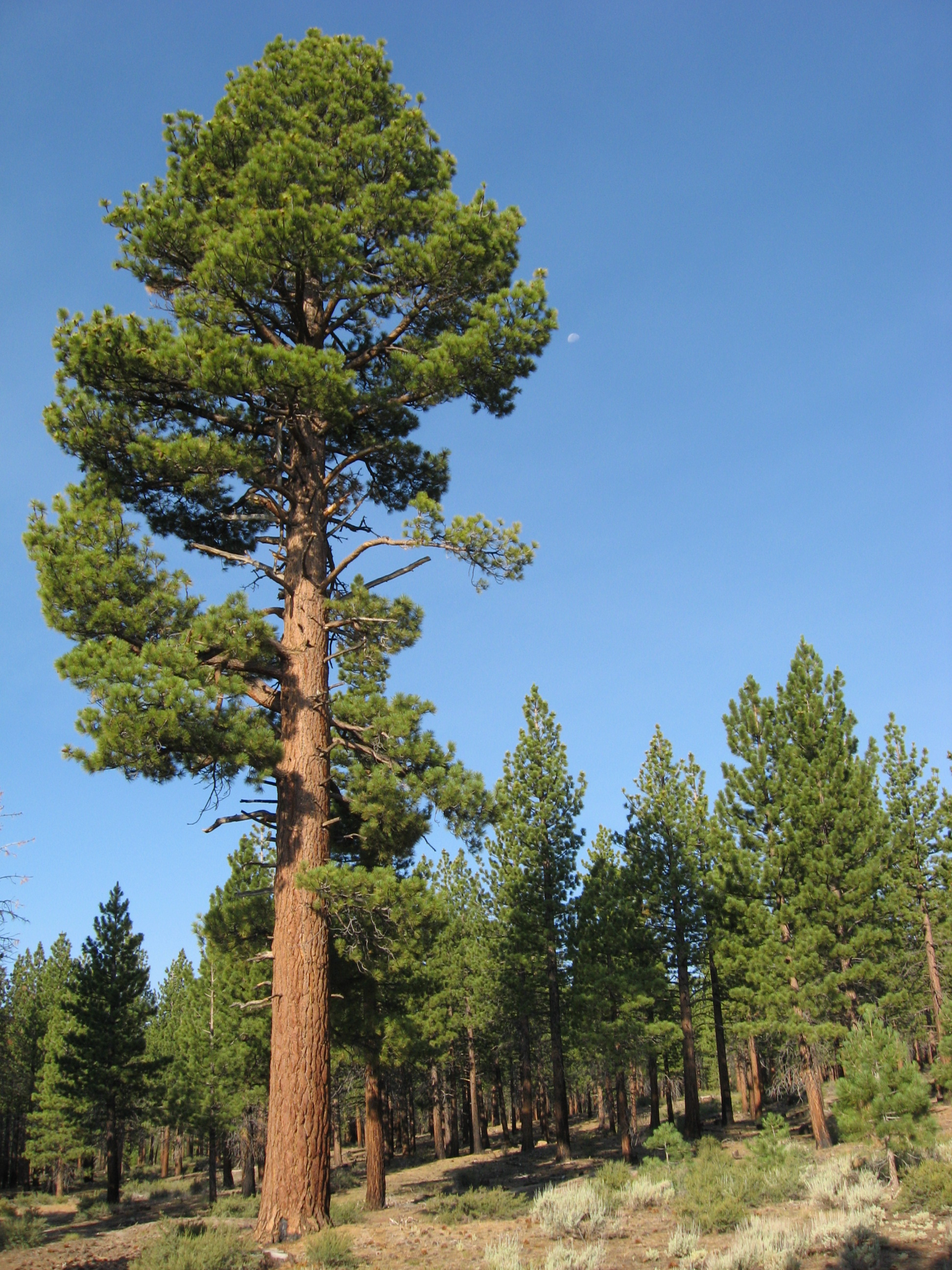
I pini di Jeffrey (come quello in foto) sono comuni vicino alle Chaos Crags e al circostante parco nazionale vulcanico di Lassen

Come la vicina Devasted Area del Lassen Peak, i Chaos Jumbles non ospitano numerose piante erbacee, passando direttamente alla ricrescita di conifere. Il lago Crags ospita girini e molte rane. La vegetazione vede prevalente pini da zucchero (Pinus lambertiana), con radi abeti del Colorado (Abies concolor) e pini di Jeffrey (Pinus jeffreyi). Si sviluppano inoltre piccoli arbusti di ciliegi della Virginia (Prunus virginiana) all'estremità orientale del lago.
In tutto il parco nazionale vulcanico di Lassen, si possono intravedere foreste composte da esemplari di abete rosso (Abies magnifica), ontano bianco (Alnus incana), pino bianco occidentale (Pinus monticola), pino contorto (Pinus contorta), pino giallo (Pinus ponderosa), cedro della California (Calocedrus), ginepro (Juniperus) e quercia (Quercus). Altre piante segnalate nell'area risultano la Monardella villosa, i lupini (Lupinus), le orecchie di mulo (Wyethia), Polypodiopsida, gigli di mais (Veratrum), eriche rosse di montagna (Phyllodoce), due generi di manzanita (Arctostaphylos nevadensis e Arctostaphylos patula), Crysolepis, grano saraceno (Fagopyrum esculentum), Gilia, Penstemon newberryi, tulipani montani (Calochortus), Holodiscus discolor e una varietà di arbusti tipici del chaparral.
I vari habitat nel parco nazionale vulcanico di Lassen ospitano circa 300 specie di vertebrati tra mammiferi, rettili, anfibi, pesci e uccelli, inclusi l'aquila di mare testabianca (Haliaeetus leucocephalus), che è definita "minacciata" ai sensi della lista delle specie in pericolo del 1973, e il falco pellegrino (Falco peregrinus), poi però scomparsi dall'elenco nel 1999. Nelle zone ricoperte da foreste sotto i 2.400 m, la flora si compone di orsi neri (Ursus americanus), puma (Puma concolor), cervi muli (Odocoileus hemionus), martore americane (Martes americana), rampichini (Certhia americana), cince delle Montagne Rocciose (Poecile gambeli), picchi pileati (Dryocopus pileatus), salamandre dalle lunghe dita (Ambystoma macrodactylum) e diversi chirotteri. Ad altitudini più elevate, si possono intravedere la nocciolaia di Clark (Nucifraga columbiana), topi cervini (Peromyscus) e chipmunk, mentre tra i banchi di tsughe e le zone subalpine con scarsa vegetazione vivono comunità di fanello rosato testagrigia (Leucosticte tephrocotis), ocotonidi (Ochotona), e scoiattoli di terra dal mantello dorato (Callospermophilus lateralis). Tra i banchi sparsi di graminacee, abeti rossi e pini gialli si scorgono lo junco occhiscuri (Junco hyemalis), l'arvicola montana (Microtus montanus) e la lucertola salvia (Sceloporus graciosus). I prati sul fondo delle valli lungo i torrenti e i laghi risultano graditi alla rana arboricola del Pacifico (Pseudacris regilla), al serpente giarrettiera terricolo (Thamnophis elegans), al piro-piro pettorossiccio maggiore (Limnodromus scolopaceus), al serpente giarrettiera comune (Thamnophis sirtalis), e al Thomomys monticola. Ulteriori animali presenti all'interno dell'area del parco nazionale includono serpenti come il boa caucciù (Charina bottae), il serpente giarrettiera comune (Thamnophis sirtalis) e il serpente a strisce (Masticophis taeniatus); anfibi come tritoni, salamandre e la rana delle Cascate (Rana cascadae); 216 specie di uccelli tra cui la parula di MacGillivray (Geothlypis tolmiei), la parula di Wilson (Cardellina pusilla), il passero canoro (Melospiza melodia), l'allocco macchiato (Strix occidentalis), l'astore (Accipiter gentilis) e il quattrocchi minore (Bucephala albeola); cinque specie di pesci autoctoni, ovvero trota iridea (Oncorhynchus mykiss), Siphateles bicolor, rinicto (Rhinichthys osculus), testarossa di Lahontan (Richardsonius egregius) e Catostomus tahoensis, oltre a quattro invasive, quali il salmerino di fonte (Salvelinus fontinalis), la trota (Salmo trutta), Notemigonus crysoleucas e Pimephales promelas. Tra gli invertebrati di spicco rientra il genere di farfalle Nymphalis californica.

## Storia
Tra i primi non nativi ad ammirare i Chaos Crags rientrava il geologo statunitense Josiah Whitney (1819-1896), il quale ne tracciò una breve descrizione, e Brewer e King nel 1863. Il nome Chaos Crags andò ufficialmente riconosciuto dal Board on Geographic Names Decisions nel 1927.
Un più convinto e approfondito studio geologico delle Chaos Crags iniziò alla fine degli anni '20, quando il vulcanologo Howel Williams (1898-1980) riportò i depositi di roccia piroclastica che caratterizzavano la formazione rocciosa, delle valanghe da cui derivarono cadute di massi e delle eruzioni che assegnarono alle sommità l’aspettò attuale. Benché Williams inizialmente avesse suggerito che l'attività vulcanica e le conseguenti frane avessero avuto luogo circa 200 anni prima, ulteriori ricerche operate da James P. Heath le hanno classificate tra 1.500 e 300 anni fa. Un simile dato andò riportato anche nella mappatura dei quadrangoli del lago Manzanita e del Prospect Peak negli anni '60 di Gordon A. Macdonald.
Nel 1974, il National Park Service, ente gestore dell'area protetta, accolse il consiglio della USGS e chiuse il centro visitatori e gli alloggi presso il lago Manzanita. L'ente affermava che questi edifici si sarebbero trovati sulla strada di una frana proveniente dalle Chaos Crags in caso di terremoto o eruzione vulcanica verificatasi nell'area.
Nel 2011, venti capanne prefabbricate furono reinstallate nel campeggio del Lago Manzanita. Era stato infatti determinato negli anni 1980 che il pericolo della frana era stato sopravvalutato dall'USGS, e perciò le capanne furono reintrodotte nel parco per essere affittate di notte.

## Attività ricreative
Il Chaos Crags and Crags Lake Trail, un percorso a breve percorrenza che dura circa tre ore tra andata e ritorno, si sviluppa su 6,8 km, partendo da Manzanita Camp Road e attraversando un'area boschiva vicino ai Jumbles. Con un dislivello di 260 m, il sentiero offre vedute dei Jumbles, dei Crags e dei depositi di colate piroclastiche, oltre alla valle di Hat Creek e alla riserva naturale di Thousand Lakes. Il lago Crags può essere raggiunto dopo aver percorso ulteriori 2,7 km dal cammino principale ed è consentito nuotarvici. Nonostante la sua accessibilità, l'area riceve relativamente pochi visitatori, considerando inoltre che le ridotte dimensioni dello specchio d'acqua non spingono i turisti ad appropinquarvisi. Un ulteriore cammino lungo 2,6 km segue la costa del lago Manzanita.